# Uttarayana

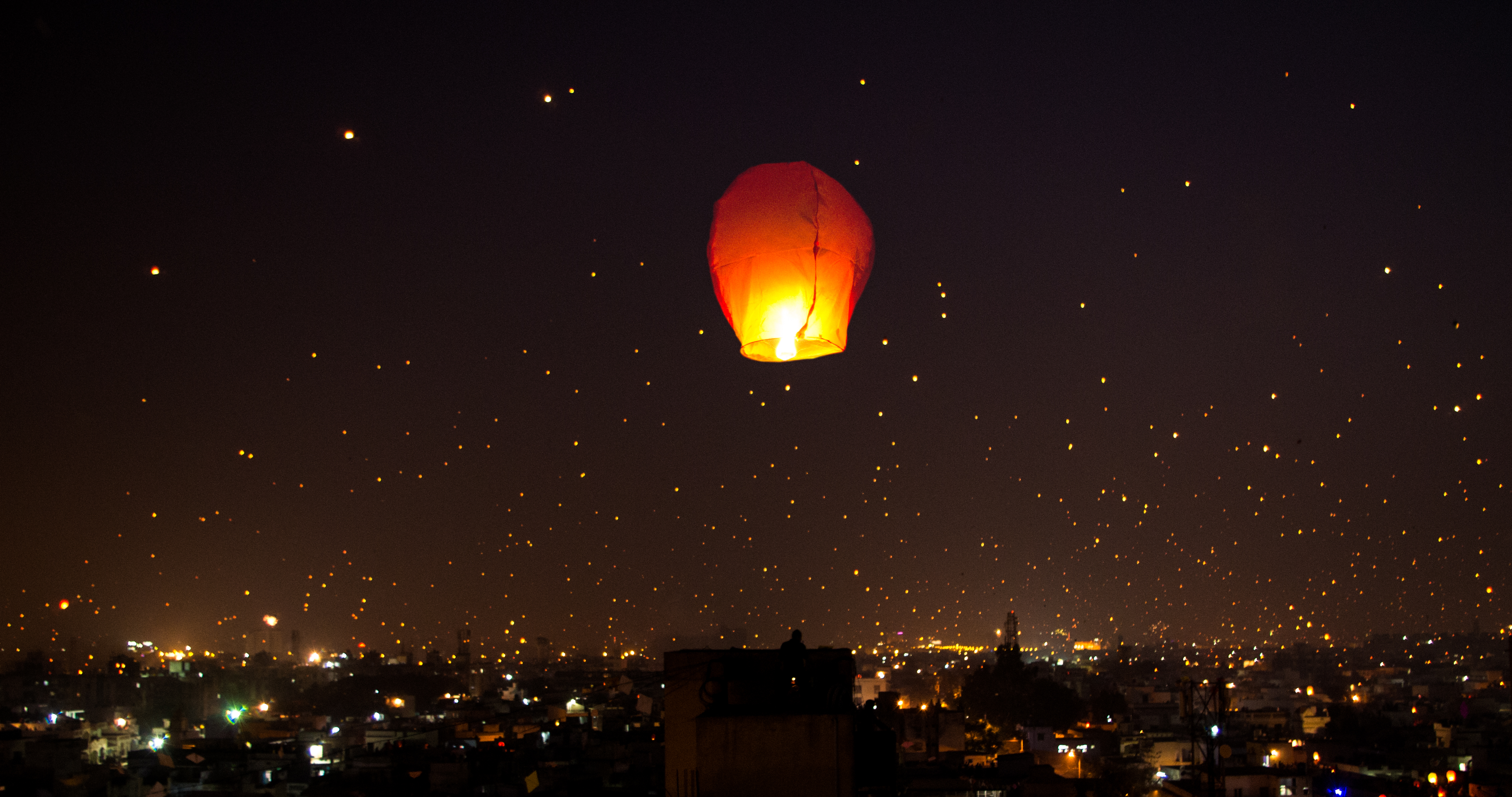
Eine erleuchtete Nacht am Makar Sankranti Uttarayana Festival mit Drachen und Lichtern, Indien

Uttarayana (Sanskrit: उत्तरायण, Uttarāyaṇa) ist im Hinduismus ein wichtiges astronomisches und religiöses Ereignis und bezeichnet den Zeitraum, in dem die Sonne in den nördlichen Teil des Himmels zieht. Dies geschieht während des Winter-Sonnenwenden (gewöhnlich am 21. oder 22. Dezember im Gregorianischen Kalender). Die Sonne tritt dabei in das Zeichen des Steinbocks (Makara) ein was auch als „Makara Sankranti“ bekannt ist. Es wird geglaubt, dass die Sonne in dieser Zeit ihren Weg nach Norden beginnt und die Tage in dieser Periode länger werden, was als ein Symbol des Sieges des Lichts über die Dunkelheit verstanden wird. Dies endet mit dem Eintritt in das Zeichen des Wassermanns. Das Uttarayana ist von großer Bedeutung in verschiedenen religiösen und kulturellen Traditionen des Hinduismus, insbesondere für das religiöse Leben und die Durchführung von Ritualen.

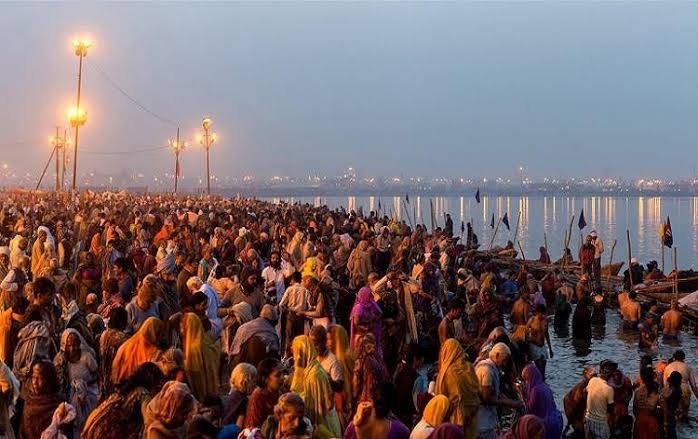
Makar Sankranti Devotees

## Religiöse Bedeutung
Im Hinduismus ist Uttarayana eine Zeit des spirituellen Aufstiegs und wird als eine Zeit angesehen, in der die Sonne besondere Kraft und Energie ausstrahlt. Der Zeitraum von Uttarayana ist für die Durchführung vieler religiöser Zeremonien von Bedeutung. Es wird geglaubt, dass jede Tat und jedes Ritual, das während des Uttarayana durchgeführt wird, besondere spirituelle Vorteile bietet.
Das Uttarayana markiert auch den Beginn einer Zeit, die als besonders günstig für spirituelle Praktiken und Meditation gilt. Es wird angenommen, dass die Kräfte des Lichts in dieser Zeit verstärkt sind und dass es für Gläubige besonders vorteilhaft ist, in dieser Zeit spirituelle Disziplinen wie Fasten und das Rezitieren heiliger Mantras zu praktizieren.

## Feste und Feierlichkeiten
In vielen Teilen Indiens wird der Beginn des Uttarayana mit dem Fest Makara Sankranti gefeiert, das das wichtigste Fest zu dieser Zeit ist. Dieses Fest markiert den Moment, in dem die Sonne von Dhanus (Schütze) nach Makara (Steinbock) übergeht. Es ist ein freudiges Ereignis, das durch Feste, religiöse Zeremonien und ein reiches Angebot an kulinarischen Genüssen gekennzeichnet ist. Traditionell werden Süßigkeiten aus Sesam und Zucker (z. B. Tilgul) zubereitet und miteinander geteilt, was symbolisch für den Austausch von Freude und Frieden steht.
Ein weiteres bemerkenswertes Fest ist der Makar Sankranti in Gujarat und Rajasthan, wo Menschen oft mit Drachen fliegen, was den Triumph des Lichts symbolisiert.
In anderen Regionen wird das Uttarayana durch die Feierlichkeiten zu verschiedenen regionalen Festen wie Pongal in Tamil Nadu oder Baisakhi in Punjab markiert.

## Spirituelle Bedeutung
Das Uttarayana ist auch von spiritueller Bedeutung, da es als besonders förderlich für den Übergang von diesem Leben zum nächsten angesehen wird. Viele Gläubige glauben, dass diejenigen, die in dieser Zeit das Leben verlassen, in den spirituellen Himmeln aufgenommen werden. Ein bekanntes Beispiel aus den hinduistischen Schriften ist die Geschichte von Bhishma, einem großen Krieger und Helden aus der Mahabharata. Bhishma, der entscheiden konnte wann er sterbe, lag 58 Tage von Pfeilen durchbohrt auf seinem Totenbett und wartete bewusst auf den Beginn vom Uttarayana, bevor er starb. Es wird gesagt, dass er wusste, dass der Tod während dieser Zeit ihn direkt zu den himmlischen Ebenen führen würde, was seine Reise nach dem Tod besonders vorteilhaft machte. Die Bhagavad Gita spricht davon, dass der Zeitpunkt des Todes, insbesondere der Tod während des Uttarayana, einen direkten Einfluss auf das Schicksal der Seele hat.